# Ислас де ла Баия
Ѝслас де ла Баѝя (на испански: Islas de la Bahía) е един от 18-те департамента на централноамериканската държава Хондурас. Населението му е 43 018 жители (приб. оц. 2005 г.), а общата му площ e 261 км².

## Общини
Департаментът се състои от 4 общини, някои от тях са:
1. Роатан
2. Утила
3. Хосе Сантос Гуардиола